# Макини Ејкерс (Тексас)
Макини Ејкерс (енгл. McKinney Acres) насељено је место без административног статуса у америчкој савезној држави Тексас.

## Демографија
По попису из 2010. године број становника је 815.
| Група             | 2000.    | 2010.       |
| Белци             | 0 (0,0%) | 306 (37,5%) |
| Афроамериканци    | 0 (0,0%) | 8 (1,0%)    |
| Азијати           | 0 (0,0%) | 4 (0,5%)    |
| Хиспаноамериканци | 0 (0,0%) | 482 (59,1%) |
| Укупно            | 0        | 815         |